# James Irvin Muir
James Irvin Muir (* 28. August 1888 im damaligen Wyoming-Territorium; † 8. Mai 1964 in Easton, Talbot County, Maryland) war ein Generalmajor der United States Army.
James Muir war ein Sohn von Charles Henry Muir (1860–1933) und dessen Frau May Bennett (1869–1950). Der Vater war Berufsoffizier im US-Heer und brachte es dort, wie der Sohn, bis zum Generalmajor. Zum Zeitpunkt der Geburt des Sohnes war er noch während der Indianerkriege im Wyoming-Territorium stationiert.
In den Jahren 1906 bis 1910 durchlief der jüngere Muir die United States Military Academy in West Point. Nach seiner Graduation wurde er als Leutnant in das Offizierskorps des US-Heeres aufgenommen. In der Armee durchlief er anschließend alle Offiziersränge vom Leutnant bis zum Zwei-Sterne-General.
In seinen jüngeren Jahren absolvierte er den für Offiziere in den niederen Rangstufen üblichen Dienst in unterschiedlichen Einheiten und Standorten. Dazu gehörten auch Aufgaben als Stabsoffizier in verschiedenen Hauptquartieren. Zwischen Juni 1932 und Juni 1935 war er auf Hawaii stationiert, wo er der Stabsabteilung für Nachrichtendienste und Sicherheit (G2) des damaligen Hawaiian Departments angehörte. Danach war er bis 1939 Dozent für das ROTC-Programm der Cornell University in Ithaca im Bundesstaat New York.
Zwischen Juli 1939 und Mai 1941 kommandierte James Muir das 26. Infanterieregiment. Anschließend gehörte er zwischen Mai und Juli 1941 dem Stab der 4. Infanteriedivision (4th Motorized Division) an. Danach kommandierte er zwischen Juli und Oktober 1941 die 89. Infanteriedivision. Am 9. Oktober 1941 übernahm er das Kommando über die 44. Infanteriedivision. Dieses Amt bekleidete er bis zum 14. August 1944. In diese Zeit fiel der amerikanische Eintritt in den Zweiten Weltkrieg.
Muirs Division gehörte zunächst dem Western Defense Command an und war in Fort Lewis im Bundesstaat Washington stationiert. Später nahm es an umfangreichen Manövern unter anderem in Louisiana teil. Im September 1944 wurde es auf den europäischen Kriegsschauplatz verlegt. Zu diesem Zeitpunkt war Muir aber nicht mehr deren Kommandeur.
Im August und September 1944 gehörte er dem Stab der 4. Armee an, die in Fort Sam Houston stationiert war und nicht am Kriegsgeschehen beteiligt war. Im September 1944 erhielt Muir das Kommando über das XXIII. Korps, das er bis zum Januar 1945 innehatte. Das Korps war erst im Januar 1944 neu aufgestellt worden und wurde nun als Teil der 15. Armee auf dem europäischen Kriegsschauplatz eingesetzt. Es übte hauptsächlich Verwaltungsaufgaben in den von den Deutschen befreiten Gebieten aus und gehörte dann zu den Besatzungstruppen in Deutschland.
Nach dem Ende des Kriegs kommandierte Muir für kurze Zeit das Infantry Replacement Training Center in Camp Howze in Texas. Am 30. November 1945 ging er in den Ruhestand.
Der mit Caroline Lewis (1891–1977) verheiratete Offizier starb am 8. Mai 1964 und wurde auf dem amerikanischen Nationalfriedhof Arlington beigesetzt. Der Sohn James Irvin Muir Jr. (1916–2012) brachte es im US-Heer bis zum Oberst.